# Futbol a la República d'Irlanda

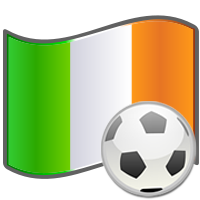

El futbol (en anglès: Association football, football o, per diferenciar-lo d'altres esports, soccer) és l'esport per equips amb més participació en la República d'Irlanda.
També és el tercer esport amb més espectadors, amb un total del 16% d'assistència en esdeveniments esportius, només per darrere del futbol gaèlic (34%) i el hurling (23%).

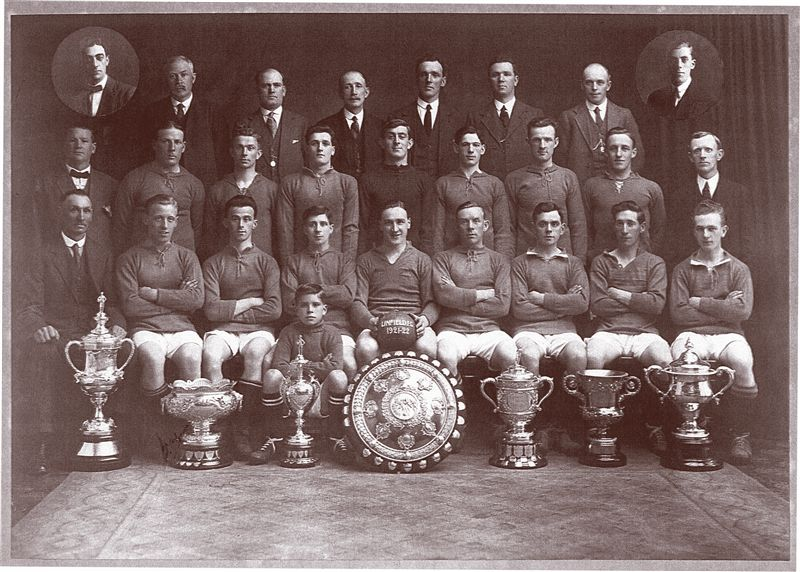
Linfield la temporada 1921-22.

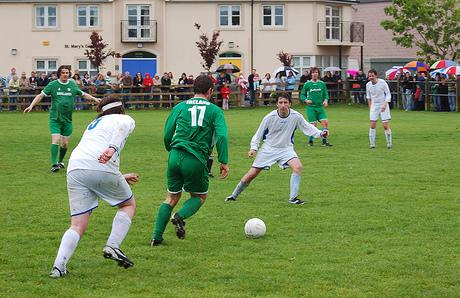
Partit de futbol a Kilkenny.

El cos administratiu principal d'aquest esport és l'Associació de Futbol d'Irlanda, que gestiona la selecció irlandesa i la League of Ireland, la primera divisió d'aquest esport al país. El terme "football", a Irlanda, s'utilitza indistintament per referir-se al futbol, al futbol gaèlic i al rugbi. Pels espectadors irlandesos, el futbol anglès és molt més popular que la lliga domèstica, amb una mitjana de 120.000 irlandesos desplaçant-se al Regne Unit per veure partits cada any. Els alumnes de les escoles irlandeses sovint porten samarretes d'equips de la lliga anglesa.
Als seus inicis, el futbol es concentrava a la capital del país, Dublín, i a la seva àrea metropolitana. Gradualment, però, aquest esport es va anar escampant per tot el país, fins al punt que, actualment, hi ha equips en tots els Comtats d'Irlanda. Avui dia, la mitjana d'espectadors als partits de lliga és de 2.000 assistents. La majoria dels millors jugadors del país es traslladen a lligues més competitives, especialment a la Premier League anglesa, motiu pel qual bona part dels aficionats locals segueixen equips d'aquesta lliga.
L'esport es disputa a tots els nivells al país. La millor actuació de la selecció nacional en una Copa del Món es va produir en l'edició de 1990, en la que Irlanda va arribar als quarts de final.

## Història
El futbol, que inicialment es practicava a l'Ulster s'expandí per la resta de l'illa a la dècada de 1880. La Leinster Football Association es fundà el 1892. El 1921 es formà la Football Association of Ireland (FAI) a Dublín. El 1923 fou reconeguda per la FIFA amb el nom de Football Association of the Irish Free State (FAIFS).

## Competicions
- Lliga irlandesa de futbol
- Copa irlandesa de futbol (FAI Cup)
- Copa de la Lliga irlandesa de futbol (League of Ireland Cup)
- Setanta Sports Cup

Competicions desaparegudes
- Texaco Cup
- Blaxnit Cup
- Dublin City Cup
- Copa Interciutats Dublín i Belfast
- FAI Super Cup
- League of Ireland Shield
- Top Four Cup

## Principals estadis i clubs

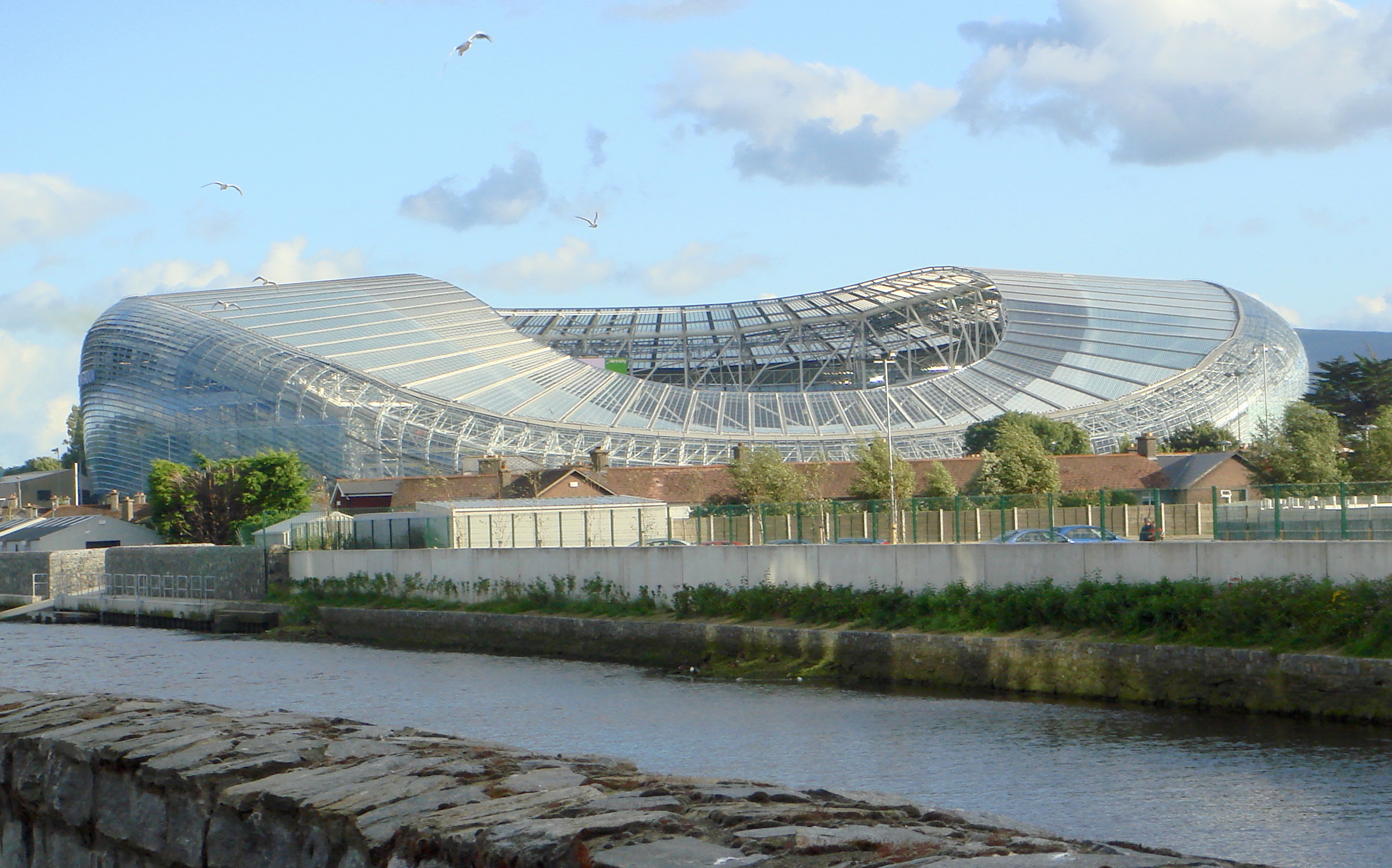
Aviva Stadium.

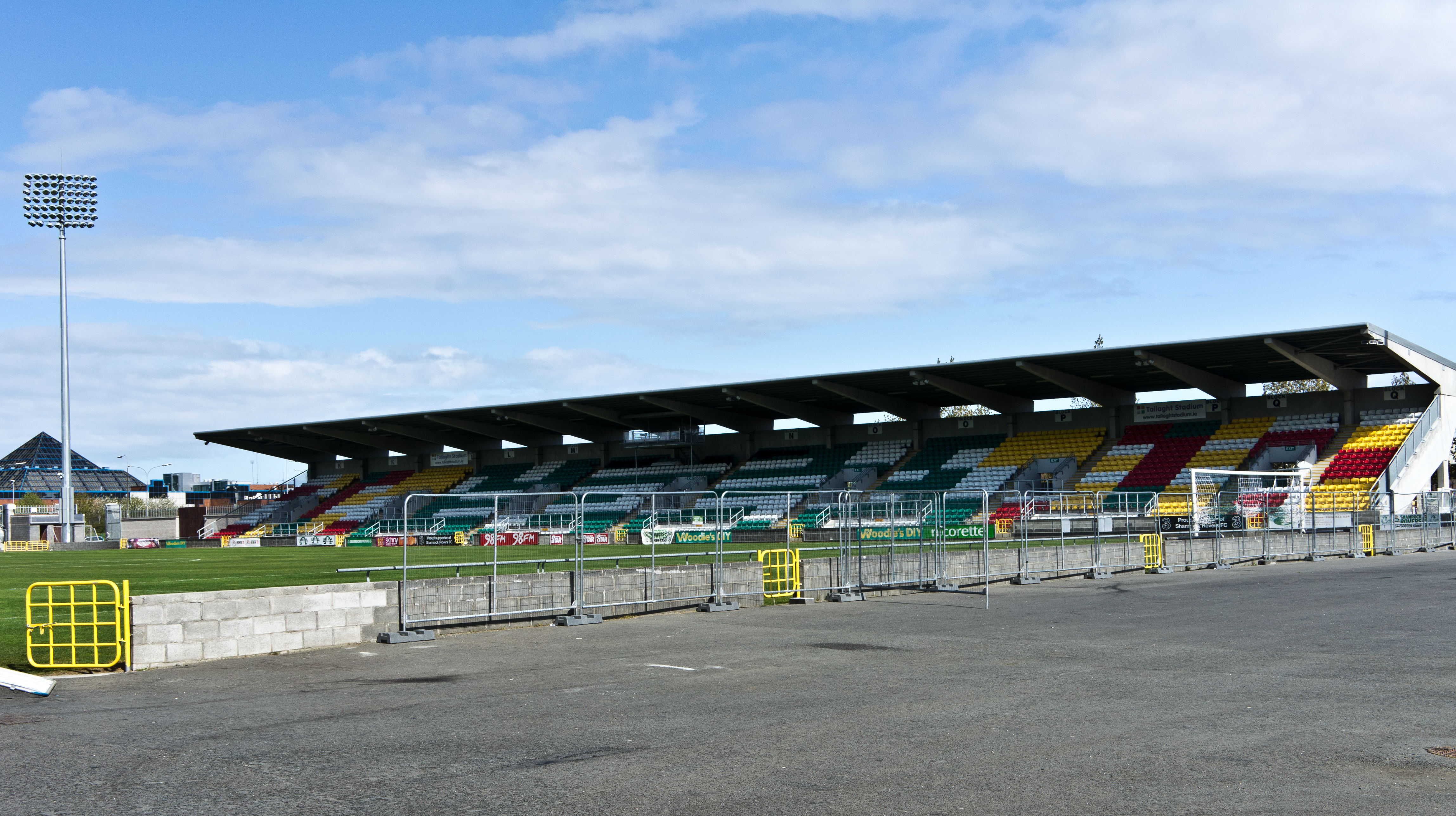
Tallaght Stadium.

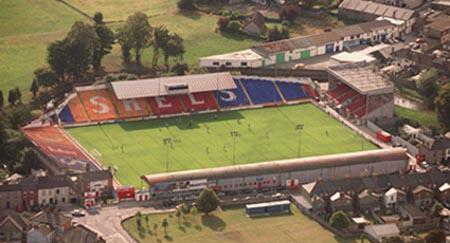
Tolka Park.

| Estadi                           | Capacitat | Equip                 |
| -------------------------------- | --------- | --------------------- |
| Aviva Stadium                    | 51.700    | Irlanda               |
| Tallaght Stadium                 | 5.947     | Shamrock Rovers       |
| Dalymount Park                   | 7.955     | Bohemians             |
| Tolka Park                       | 9.680     | Shelbourne            |
| Turners Cross                    | 7.485     | Cork City             |
| Oriel Park                       | 6.000     | Dundalk               |
| Eamonn Deacy Park                | 5.000     | Galway United         |
| Markets Field                    | 3.200     | Limerick F.C.         |
| Waterford Regional Sports Centre | 3.125     | Waterford United      |
| Finn Park                        | 4.000     | Finn Harps            |
| Carlisle Grounds                 | 3.250     | Bray Wanderers        |
| Lissywoollen                     | 3.000     | Athlone Town          |
| Richmond Park                    | 5.500     | St Patrick's Athletic |
| The Showgrounds                  | 5.500     | Sligo Rovers          |
| United Park                      | 2.000     | Drogheda United       |
| Ferrycarrig Park                 | 3.000     | Wexford Youths        |
| City Calling Stadium             | 4.500     | Longford Town         |
| Stradbrook Road                  | 2.000     | Cabinteely F.C.       |
| UCD Bowl                         | 3.000     | U.C.D.                |

## Futbolistes destacats
Fonts:
Des de 1900
- Tommy Shanks

Des de 1920
- Paddy Duncan
- Jimmy Dunne

Des de 1930
- Paddy Moore

Des de 1940
- Jimmy Kelly
- Cornelius 'Con' Martin
- Johnny Carey

Des de 1950
- William 'Liam' Whelan

Des de 1960
- John Giles
- Allan Kelly
- Shay Brennan
- Noel Cantwell
- Tony Dunne
- Charles Hurley

Des de 1970
- Pat Dunne
- Liam Brady
- Don Givens
- Steve Heighway

Des de 1980
- Pat Bonner
- Ronnie Whelan
- Ray Houghton
- Frank Stapleton
- David O'Leary
- Kevin Moran
- Mick McCarthy
- Chris Hughton
- Mark Lawrenson
- Kevin Sheedy

Des de 1990
- John Aldridge
- Roy Keane
- Steve Staunton
- Andy Townsend
- John Sheridan
- Niall Quinn
- Terry Phelan
- Tony Cascarino
- Paul McGrath
- Denis Irwin

Des de 2000
- Gary Breen
- Damien Duff
- Shay Given

Des de 2010
- Robbie Keane